# Adlkofen
Adlkofen település Németországban, azon belül Bajorországban. Lakosainak száma 4507 fő (2023. december 31.). Adlkofen Geisenhausen, Kumhausen, Landshut, Niederaichbach és Kröning községekkel határos.

## Népesség
A település népessége az elmúlt időszakban az alábbi módon változott:
| Lakosok száma | 2387 | 2157 | 3793 | 3774 | 3949 | 4078 | 4220 | 4321 | 4486 | 4507 |
|               | 1970 | 1975 | 2011 | 2012 | 2014 | 2015 | 2017 | 2019 | 2022 | 2023 |